# 혜숙옹주
혜숙옹주(惠淑翁主, 1478년 9월 6일(음력 7월 26일) ~ ?)는 조선의 옹주로 성종의 차녀이자 서장녀로 어머니는 숙의 홍씨이다.

## 생애
1478년(성종 9년) 7월 26일, 성종(成宗)과 숙의 홍씨(淑儀 洪氏)의 장녀로 태어났다. 이름은 수란(秀蘭 또는 壽蘭)이며, 혜숙옹주의 태지석과 왕실족보인 《돈녕보첩》에 이 이름이 기록되어 있다.
1490년(성종 21년) 4월 27일, 참판 신종호(申從濩)의 아들이자 신숙주와 한명회의 증손자인 고원위(高原尉) 신항(申沆)에게 출가하였다.
신항은 세종의 10남인 의창군(義昌君)의 외손자이기도 하다. 혼인과 함께 70구의 노비와 전지 10결을 하사받았다. 성종은 혜숙옹주를 신항에게 시집보내면서 시아버지 되는 신종호에게 옹주의 일을 따로 당부하였다.
 
우승지(右承旨) 신종호(申從濩)에게 전교하기를,
“옹주가 하가한 후에 시부모님을 뵙는 예(禮)가 있는데,
 예전의 성현(聖賢)이 예를 만들 때 어찌 의도가 없었겠는가?
 가도(家道)는 마땅히 근엄하게 할 바이다.
 옹주가 궁궐 안에서 나고 자라 더러 귀한 것을 믿고 교만한 폐단이 있을 것이다.
 반드시 어렸을 때부터 예를 알아야 하니,
 습관이 몸에 배어 성품이 된 후에야 부도(婦道)를 지킬 수 있을 것이다.
 경(卿)은 존귀하게 대우하여 그 예를 폐하지 말도록 하라.” 하였다.
장차 혜숙옹주를 고원위(高原尉) 신항(申沆)에게 하가시키려 하였기 때문에 이러한 전교가 있었는데,
신항은 바로 신종호의 아들이다.
 — 《성종실록》 239권,
성종 21년(1490년 명 홍치(弘治) 3년) 4월 15일 (정유)
남편인 고원위 신항은 성종의 총애를 받았으나, 연산군이 즉위한 이후에는 연산군의 미움을 받게 되었다.
1504년(연산군 10년), 연산군이 혜숙옹주의 이복 동생인 휘숙옹주의 남편 풍원위 임숭재의 관직을 높여주자 대간에서 이에 대해 논박하였는데, 신항이 가자되었을 때는 대간에서 별다른 말이 없었다. 이에 임숭재가 앙심을 품고 신항을 시기하여, 대간들이 신항을 비호한다며 연산군에게 모함하였다. 연산군은 신항의 가자를 탄핵하지 않았다는 이유로 대간들과 승지들을 잡아들이고 신항을 잡아 하옥하였다. 이어 신항의 궁궐 출입을 금지하고 가자를 개정하였다.
1506년(연산군 12년), 연산군은 연회를 열어 공주와 옹주, 종친의 처와 모든 왕후의 족친을 참석하게 하고, 핑계를 대어 불참하는 자는 그 남편에게 죄를 묻겠다고 어서(御書)를 내리고는, 다시 전교하여 공주, 옹주, 종친의 처와 왕후의 족친은 연회에 참석하게 하고 혜숙옹주만은 참석시키지 말라고 명하였다.
1507년(중종 2년), 남편 신항과 사별하였다. 신항의 장례를 마치고 혜숙옹주는 신항의 죽음을 애통해하며 신도비를 세우고, 시당숙인 신용개(申用漑)에게 신항의 묘지명을 써줄 것을 부탁하였다. 남편과의 사이에 1남 1녀를 두었으나 모두 어려서 사망하였기에 신항의 동생인 신함의 아들 신수경을 양자로 삼았다. 양자 신수경의 아들 신의(申檥)는 중종의 딸 경현공주와 혼인하였다.

### 사후
언제 사망하였는지 알 수 없다. 묘소는 경기도 양주군 내동면 송산으로, 현재의 의정부시 송산동에 있는 신숙주 묘역 근처에 남편 신항과 함께 매장되었다.

## 가족 관계
| - 조부 : 덕종(德宗, 1438~1457) - 조모 : 소혜왕후 한씨(昭惠王后 韓氏, 1437~1504) - 아버지 : 성종(成宗, 1457~1494) - 외조부 : 홍일동(洪逸童, ?~1464) - 외조모 : 홍일동의 측실 - 어머니 : 숙의 홍씨(淑儀 洪氏, 1457~1510) - 동생 : 완원군 수(完原君 㥞, 1480~1509) - 동생 : 회산군 념(檜山君 恬, 1481~1512) - 동생 : 견성군 돈(甄城君 惇, 1482~1507) - 동생 : 정순옹주 복란(靜順翁主 福蘭, 1486~?) - 동생 : 익양군 회(益陽君 懷, 1488~1552) - 동생 : 경명군 침(景明君 忱, 1489~1526) - 동생 : 운천군 인(雲川君 𪬦, 1490~1524) - 동생 : 양원군 희(楊原君 憘, 1492~1551) - 동생 : 정숙옹주 여란(靜淑翁主 如蘭, 1493~1573) | - 시아버지 : 신종호(申從濩, 1456~1497) - 신숙주의 손자이자, 한명회의 외손자 - 시어머니 : 전주 이씨(全主 李氏, ?~1539) - 세종의 10남 의창군의 딸 - 부마 : 고원위(高原尉) 신항(申沆, 1477~1507) - 양자 : 신수경(申秀涇, 1501~?) - 양손자 : 영천위(靈川尉) 신의(申檥, 1530~1584) - 중종의 딸 경현공주와 혼인 |

## 같이 보기
- 성종
- 중종
- 신수경
- 경현공주
- 신숙주